# Siblingen
Siblingen is een gemeente en plaats in het Zwitserse kanton Schaffhausen.
Siblingen telt 750 inwoners.
Bargen · Beggingen · Beringen · Buch · Buchberg · Büttenhardt · Dörflingen · Gächlingen · Hallau · Hemishofen · Lohn · Löhningen · Merishausen · Neuhausen am Rheinfall · Neunkirch · Oberhallau · Ramsen · Rüdlingen · Schaffhausen · Schleitheim · Siblingen · Stein am Rhein · Stetten · Thayngen · Trasadingen · Wilchingen
- Gemeinsame Normdatei: 4352214-2
- Historisch woordenboek van Zwitserland: 001284
- MusicBrainz: 7ee7c506-1291-4af6-a3bb-fc8fe56b968c
- Virtual International Authority File: 236536615
- WorldCat: E39PBJxmKwgpqyJ8mXmDH6v4MP